# Microsoft Movies & TV
Microsoft Movies & TV (Microsoft Filmes e TV, no Brasil; Microsoft Filmes e Programas de TV, em Portugal), anteriormente chamado de Xbox Video, é um serviço digital de distribuição e streaming de vídeos via internet que foi desenvolvido pela Microsoft, oferecendo um amplo catálogo de filmes, séries e programas de TV em resolução 1080p, sendo possível comprar e alugar por um tempo determinado. O serviço está disponível para Xbox 360, Xbox One, Windows, Windows Phone 8, iOS e Android. O Xbox Video foi lançado juntamente com o serviço digital de música, Xbox Music, em 14 de Outubro de 2012, substituindo a linha de produtos e serviços, Zune. É a grande aposta da Microsoft para competir no mercado de video-on-demand.
Seus principais concorrentes são PlayStation Network, iTunes Store, Google Play e Amazon Video.

## História
Xbox Live Marketplace foi a primeira versão do serviço sendo lançada em 2006, sendo substituída mais tarde pelo Zune Marketplace em 15 de setembro de 2009. 
Durante a E3 2009, a Microsoft anunciou seu serviço de streaming de vídeo com resolução 1080p, em que o usuário poderiam transmitir vídeos através de uma conexão com a internet.  Esta tecnologia é uma parte fundamental do Xbox vídeo para o seu serviço de streaming de vídeo.
Com o anuncio do serviço digital de música, Xbox Music, que substituiria o serviço Zune Marketplace, especulações surgiram sobre o serviço "Xbox Video", um serviço com potencial para oferecer filmes, séries e programas de TV, porque o termo "Music" deu a impressão que o serviço iria oferecer estritamente música, excluindo outros tipos de conteúdos para os usuários.
O serviço Xbox Video foi lançado juntamente com o serviço, Xbox Music, em 16 de Outubro de 2012, sendo disponibilizado para Windows, Xbox 360 e Windows Phone.
Com o lançamento do Windows 10, a Microsoft renomeou o Xbox Video e passou a chamá-lo de Microsoft Movies & TV, deixando claro o foco principal do serviço: venda de filmes e seriados.

## Disponibilidade
| Países         | Filmes | TV  |
| -------------- | ------ | --- |
| Austrália      | Sim    | Sim |
| Áustria        | Sim    | Sim |
| Brasil         | Sim    | Sim |
| Canadá         | Sim    | Sim |
| Dinamarca      | Sim    | Sim |
| Finlândia      | Sim    | Sim |
| França         | Sim    | Sim |
| Alemanha       | Sim    | Sim |
| Irlanda        | Sim    | Sim |
| Itália         | Sim    | Sim |
| Japão          | Sim    | Sim |
| México         | Sim    | Sim |
| Países Baixos  | Sim    | Sim |
| Nova Zelândia  | Sim    | Sim |
| Noruega        | Sim    | Sim |
| Espanha        | Sim    | Sim |
| Suécia         | Sim    | Sim |
| Suíça          | Sim    | Sim |
| Reino Unido    | Sim    | Sim |
| Estados Unidos | Sim    | Sim |